# Орехотворка будровая
Орехотворка будровая (лат. Liposthenes glechomae) — вид галлообразующих перепончатокрылых насекомых семейства цинипид. Естественный ареал охватывает Европу и Северную Азию (за исключением Китая). В Северную Америку осы и растение-хозяин Будра плющевидная были занесены при освоении колоний европейцами (инвазивные виды).
На ранних стадиях развития галл выглядит как небольшие красные пятна на листьях. Покраснение обусловлено накоплением пигментов антоцианов. Со временем галл разрастается, за счёт химически-индуцированной пролиферации клеток, и достигает размера крупной горошины. Галл имеет одну камеру выстланную питательной тканью с личинкой внутри. При росте несколько близко расположенных галлов могут срастаться. Эпидерма галла имеет хорошо развитые трихомы.
Для L. glechomae характерно партеногенетическое размножение самок, т.е. из неоплодотворённых яиц отложенных самками развивается новое поколение самок (телитокия), самцы не известны. Показано что самки заражены бактериями рода Wolbachia.
Весной имаго самок появляются из галлов прошлого года откладывают яйца в молодые листья и реже стебли будры. Питание вылупившейся из яйца личинки тканью растения инициирует разрастание ткани и формирование галла. К середине лета рост галла останавливается, однако личинка внутри интенсивно питается до позднего лета и зимует внутри галла. Ранней весной личинка окукливается и претерпевает метаморфоз внутри галлов на отмерших побегах, из которых к маю высвобождается новое поколение самок.

## Примечания

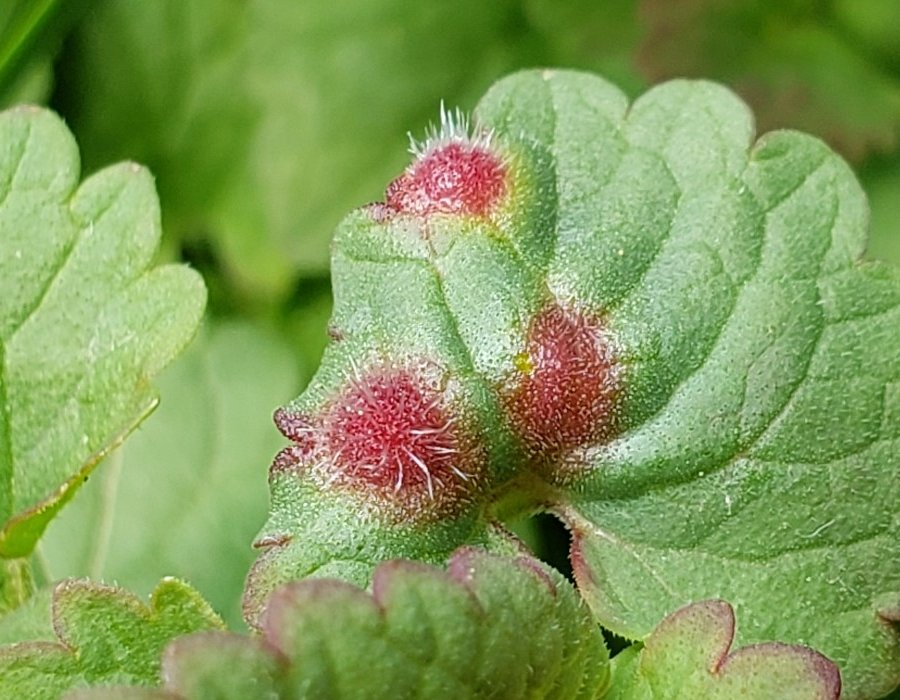
Галлы Liposthenes glechomae ранней весной, южный Огайо.